# Ètnia zuñi
Els zuni o zuñi són una tribu índia de parla aïllada (alguns la consideraren uto-asteca o penutià) i cultura pueblo, el nom de la qual és la corrupció de sunyitsi. Ells, però, s'anomenen ashiwi ('carn humana'). Antigament, vivien en set ciutats d’Hawikuh, Ketcipawa, Halona, Matsaki, Kiakima i Towaylane.

## Localització

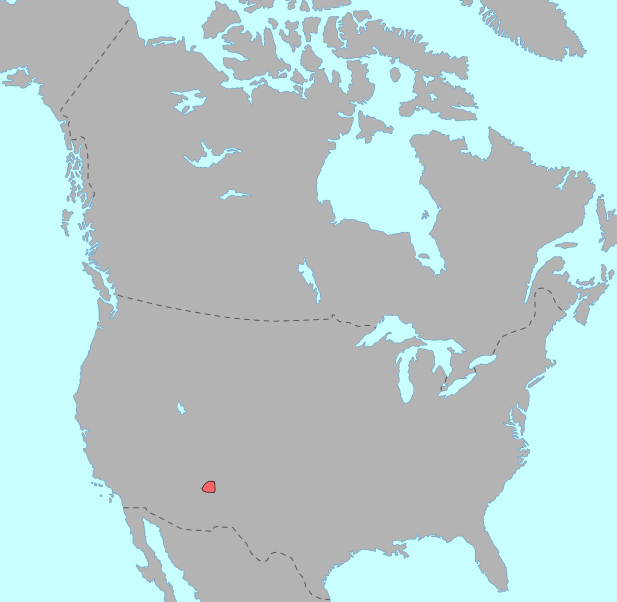
Localització dels zuni

Viuen en quatre llogarrets als comtats de Valencia i MacKinley (Nou Mèxic), 33 milles al sud de Gallup: Zuni, Pescado, Nutria i Ojo Caliente. La reserva Zuni té 407.247 acres (724 milles quadrades). Anomenen la seva llar Shiwinnaqin.

## Demografia
El 1680, eren potser uns 2.500 indis, però foren reduïts a 1.400 el 1898. El 1940, augmentaren a 2.760, el 1950 a 3.585 i a 5.000 el 1970. El 1980, havien augmentat a 7.306 indis, dels quals 899 vivien a Califòrnia. El 1992, eren uns 9.000 individus. Segons Asher el 1980 eren uns 5.500, dels quals 5.000 parlaven la llengua materna. Segons dades de la BIA del 1995, la reserva Zuni tenia 8.759 habitants, i 8.933 apuntats al rol tribal. Segons dades del cens dels EUA del 2000, hi havia censats 9.094 zunis, més 458 barrejats amb altres tribus, més 488 barrejats amb altres ètnies i 82 barrejats de dues tribus i altres ètnies. En total, 10.122 individus.

## Costums
Pertanyen a la cultura pueblo; vivien en quatre llogarrets fets de cases de tova similars a la dels hopi, Pueblo de Taos i d'altres.
Socialment, es dividien en 30 clans matriarcals que gaudien d'un paper important en les funcions religioses, encara que els oficiants eren homes. Els homes conreaven moresc, faves, carabasses i melons, o bé eren argenters i joiers de turqueses de gran qualitat, en les quals assoliren un gran nivell. Les dones feien cistelleria i terrisseria, amb atuells guarnits amb símbols de pluja i núvols.

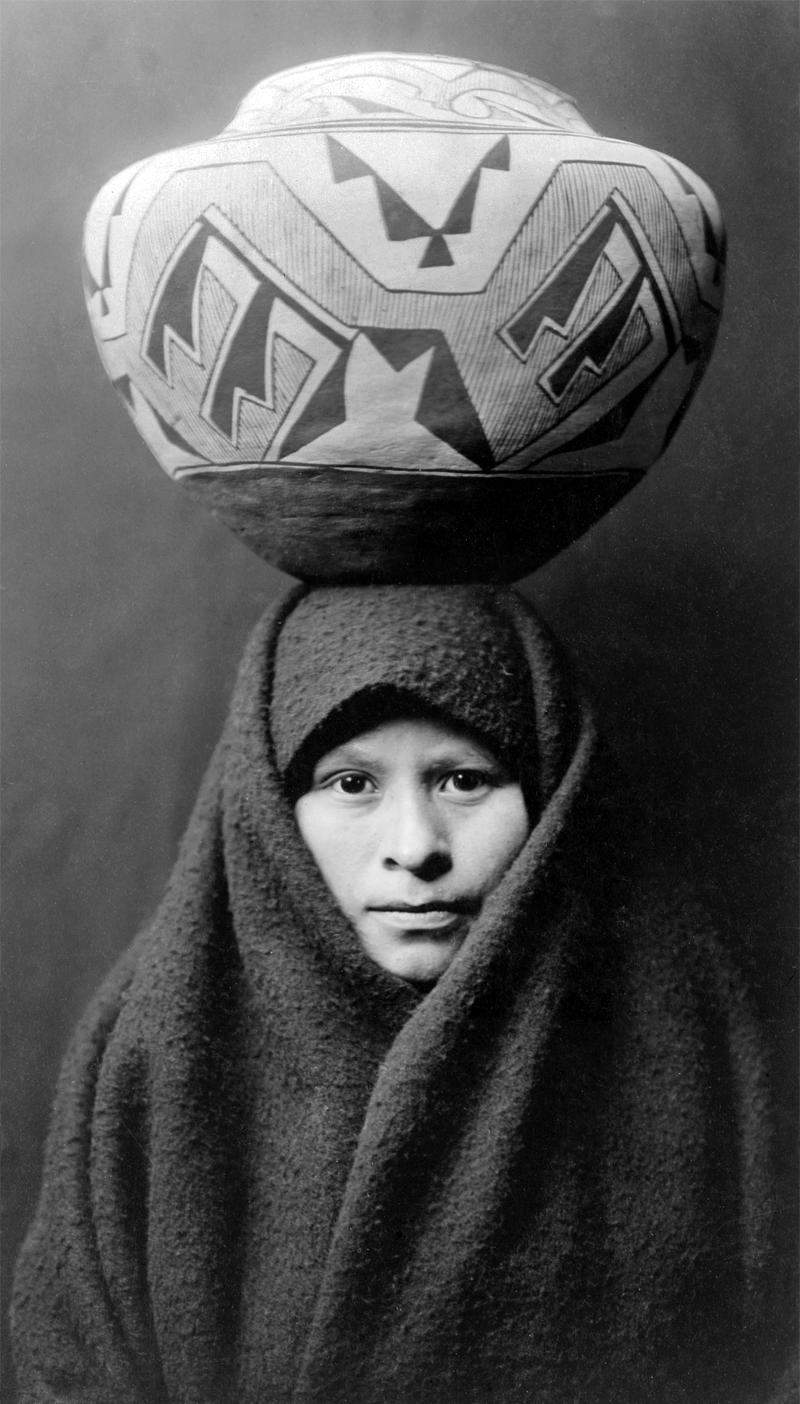
Noia zuni amb gerro, 1903

Una jerarquia de quatre ordes sacerdotals governava la tribu, i existien fraternitats encarregades de realitzar les cerimònies. En general, eren pacífics i religiosos, amb una complexa organització cerimonial.
Els homes duien màscares d'esperits i déus anomenades katsina, com la resta dels indis pueblo, força espectaculars, però el tret més diferenciador era la dansa Shalako, dansa anyal de màscares per atraure la benaurança sobre les coses noves. La cerimònia culminant se celebrava a la casa de cerimònies des de la mitjanit fins a la matinada i a l'alba. En la dansa, hi intervenien els "caps de fang" i el Consell dels Déus, representat per figures emmascarades, en unió dels sis déus gegants Shalako.
Les màscares són de fusta tallada; cobreixen tot el cap i apareixen bellament pintades per tal de representar éssers sobrenaturals.

## Història
Segons llurs llegendes, creien que Awonawilona, el creador, va fer Awitelen-tsita (Mare Terra Quatre Cops Recipientadora) i Apoyan-Tächu (Pare Cel que Ho Cobreix Tot), els quals copularen i van fer tota la creació. Anomenaven el desert on hi vivien Halona Itwana ('Formiguer del Mig del Món').
Cap al segle XV vivien a Hawikuh amb sis o set ciutats, i foren visitats per primer cop el 1539 per un grup d'espanyols dirigits per fra Marcos de Niza, que cercava les fantàstiques Set Ciutats de Cíbola (les set ciutats zuni que, en els deliris, li van semblar que tenien les teulades d'or), que pensaven que eren indrets plens de riqueses. Aquest hi envià com a missatger el negre Estebanico, però fou assassinat pels zuni, que l'anomenaren "la katsina negra" per mostrar una actitud por respectuosa.
Cap al 1540, foren subjugats per l'expedició de Vázquez de Coronado, formada per mil soldats i cavallers, però el 1542 hagué de tornar a Mèxic, i els zuni s'independitzaren; el 1580, foren novament visitats per Francisco de Chamuscado, i el 1598 per Espejo i Oñate, que no sols els subjugaren sinó que també els evangelitzaren a la força; els cremaren les kivas i katsinas i els xamans foren cremats a la foguera. El 1629, fundaren una missió a Hawikuh, però el 1632 s'enfrontaren als franciscans, arrasaren la missió i es refugiaren a la Mesa de Towayalone. El 1672, foren atacats pels apatxe, i el 10 d'agost del 1680 participaren en la revolta de totes les tribus pueblo dirigits per Po Pay, i aconseguiren que els espanyols no hi tornessin fins al 1692. Aquell any, Diego de Vargas els va sotmetre amb una ferotge repressió.

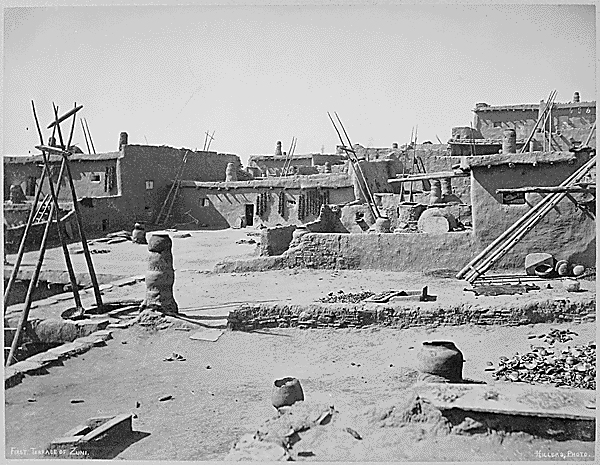
Pueblo zuni el 1879

Després del 1698 es mantingueren nominalment catòlics, però van mantenir llur religió en secret. I el fet que estiguessin aïllats els va fer disciplinats i amb forta solidaritat de grup. El 1820, el govern de Mèxic, substitut dels espanyols, els va reconèixer el dret de tenir ciutats autàrquiques i terres pròpies. Van mantenir bones relacions amb el govern mexicà fins a la Guerra del 1848. El seu territori passà a mans dels EUA després del tractat de Guadalupe-Hidalgo del 1848. Des d'aleshores, van mantenir bones relacions amb el govern nord-americà, que els va respectar les terres i en va constituir una reserva.